# Rode spinkrab
De rode spinkrab (Hyas coarctatus) is een krab uit de familie Oregoniidae (vroeger bij de Majidae), die voorkomt in het noordelijk deel van de Atlantische Oceaan en zijn nevenzeeën. De soort is vrij algemeen voor de Belgische en de Nederlandse kust.

## Anatomie
De rode spinkrab heeft een driehoekig-liervormig carapax, waarvan de lengte maximaal 61 mm bedraagt. Ze bezit gesteelde ogen die terugklapbaar zijn. De voorste rand van het rugschild bezit een plat, driehoekig rostrum. Dit rostrum bezit twee tanden en draagt een dubbele rij haakvormige setae en is iets langer dan dat van H. araneus. De schaarpoten zijn relatief slank en even lang als het eerste paar looppoten (pereopoden). De gehele carapax draagt haakvormige setae, de poten donzige.
De rode spinkrab is meestal roodachtig tot donker roodbruin gekleurd. Hij is voor de leek vrij moeilijk te onderscheiden van de verwante gewone spinkrab. In tegenstelling tot de gewone spinkrab, met zijn afgerond driehoekige, min of meer eivormige rugzijde, heeft de rode spinkrab een iets ingesnoerde carapax, die als liervormig of harpvormig wordt omschreven.

## Verspreiding en ecologie
Het grootste leefgebied van de rode spinkrab omvat de noordoostelijke kusten en ondiepten van de Atlantische Oceaan, inclusief de hele Noordzee. Het reikt in het noorden tot de Barentszzee en de kust van Spitsbergen en in het zuiden tot Frankrijk, waar de noordkust van Bretagne de grens vormt. In oost-westrichting leeft het dier van de Oostzee tot de kusten van de Britse Eilanden. Daarnaast zijn er leefgebieden aan de Amerikaanse oostkust. Het noordelijkste ligt in de Ungavabaai (een uitstulping van Straat Hudson), het zuidelijke leefgebied reikt van de Saint Lawrencebaai tot aan de kust van Maryland.
De rode spinkrab leeft in de bentische zone op allerlei substraten, al dan niet begroeid met algen en/of hydroïdpoliepen, vanaf de getijdenzone tot op 500 meter diepte. Het dier voedt zich voornamelijk met algen, hydroïdpoliepen, borstelwormen, kleine kreeftachtigen, weekdieren, mosdiertjes en stekelhuidigen (Hartnoll 1963).

## Ondersoorten
Het is een circumboreale soort met drie ondersoorten.
- Hyas coarctatus coarctatus — Noord-Europese kusten
- Hyas coarctatus ursinus — Oost-Aziatische kusten
- Hyas coarctatus alutaceus — Siberië tot Oost-Amerikaanse kusten